# Dúnchad Bec
Dúnchad Bec va ser rei dels escot de Kintyre de Dál Riata a principis del segle VIII.
Dúnchad Bec és massa tardà per haver estat inclòs al Senchus Fer n-Alban, que inclou reis fins a la primera meitat del segle VII. Tampoc apareix a les genealogies posteriors. Apareix en dues entrades als Annals d'Ulster (i als Annals de Tigernach). La primera entrada, de l'any 719, informa d'una batalla a Ard Nesbi entre Dúnchad Bec del Cenél nGabráin i Selbach mac Ferchair del Cenél Loairn. La segona, del 721, informa de la mort de "Dúnchad Bec, rei de Cenn Tíre".
Com a rei de Kintyre i cap del Cenél nGabráin, és probable que Dúnchad Bec fos descendent de Gabrán mac Domangairt. Si és correcta la suposició que el rei e Dál Riata Fiannamail ua Dúnchado era net de l'anterior rei Dúnchad mac Conaing, podria ser que Dúnchad Bec pertanyés a aquest segment del Cenél nGabráin, probablement descendent del Conaing, fill d'Áedán, que sembla que hauria disputat el poder amb la línia principal, descendent d'Eochaid Buide.
No se sap qui va succeir a Dúnchad Bec com a rei del Cenél nGabráin. El següent rei conegut és Eochaid mac Echdach, de la línia d'Eochaid Buide, els partidaris del qual van deposar Dúngal mac Selbaig el 726.